# Cal Mingo (Llobera)
Cal Mingo és una masia situada al municipi de Llobera, a la comarca catalana del Solsonès.